# Fargoa gibbosa
Fargoa gibbosa är en snäckart som först beskrevs av Bush 1909.  Fargoa gibbosa ingår i släktet Fargoa och familjen Pyramidellidae. Inga underarter finns listade i Catalogue of Life.